# Pedregal, Veracruz
Pedregal är en ort i Mexiko.   Den ligger i kommunen Alto Lucero de Gutiérrez Barrios och delstaten Veracruz, i den sydöstra delen av landet, 260 km öster om huvudstaden Mexico City. Pedregal ligger 677 meter över havet och antalet invånare är 259.
Terrängen runt Pedregal är kuperad åt nordost, men åt sydväst är den bergig. Runt Pedregal är det ganska glesbefolkat, med 48 invånare per kvadratkilometer. Närmaste större samhälle är Plan de las Hayas, 5,0 km väster om Pedregal. I omgivningarna runt Pedregal växer huvudsakligen savannskog.